# Y-10 (航空機・日本)
Y-10は、大日本帝国海軍が計画した実験機・速度記録機。実機は製作されず、略符号も与えられていない。

## 概要
海軍航空廠（後に海軍航空技術廠）は1939年（昭和14年）に、長距離飛行の記録機Y-20（後の「銀河」）や高高度記録機Y-30（後の「暁雲」）と並ぶ、航空機技術の全面的な向上を目的とした試作機群のひとつとして、高速実験機Y-10の開発を開始した。その目標は、Me 209V1が755 km/hを記録していた当時の航空機の速度世界記録を更新することだった。
これは海軍実用機試製計画（実計）の一環として行われ、三木忠直技官の主導のもとに計画が進められたが、純粋な研究機であるY-10の開発に計画審議段階で用兵側が難色を示したことに加え、並行して行われていたY-20改め十五試双発陸上爆撃機の開発が本格化したことを受け、十五試陸爆の開発に人員を集中させるために、図面が作成されたのみの段階で計画は中止された。